# Сан Козимо (Месина)
Сан Козимо је насеље у Италији у округу Месина, региону Сицилија.
Према процени из 2011. у насељу је живело 40 становника. Насеље се налази на надморској висини од 356 м.